# Kongres nové pravice
Kongres nové pravice (polsky Kongres Nowej Prawicy, či Nowa Prawica – Janusza Korwin-Mikke, Nowa Prawica, zkráceně KNP) je liberálně konzervativní polská politická strana. Od založení strany 25. března 2011 do roku 2015 byl jejím předsedou Janusz Korwin-Mikke.

## Evropský parlament
Ve volbách do evropského parlamentu 2014 získala KNP pro své kandidáty 4 křesla. Ačkoli se KNP i svým programem hlásí k britské UKIP, ta odmítala KNP přijmout do své frakce Evropa svobody a přímé demokracie.
„Pro UKIP byly překážkou některé kontroverzní výroky Korwina-Mikke.“ — Rozhovor s europoslancem Svobodnych – Petr Mach, ThePolandTimes.com – Polskie media w USA i Kanadzie; 28.6. 2014.  
Po volbách byla KNP vedena mezi nezařazenými (Non-Inscrits); ke změně nedošlo ani 1.7.2014 při prvním zasedání EP. V říjnu 2014 se připojil člen KNP, Robert Jaroslaw Iwaszkiewicz, k politické skupině Evropa svobody a přímé demokracie, protože této skupině hrozil zánik po odchodu lotyšské europoslankyně Ivety Griguleové. Hlavním iniciátorem přijetí tohoto europoslance byli čeští Svobodní.
Původně chtěla strana v době, kdy byla spíše liberálně konzervativní, chtěla vstoupit do Evropské strany Nigela Farage, ten však návrh odmítl s tím, že Janusz Korwin-Mikke je moc kontroverzní a nemohl si dovolit mít ve skupině někoho, kdo řekl o ženách, že "jsou slabší, menší a méně inteligentní, je jasné, že mají mít nižší platy. Hned", nebo co satiricky prohlásil "Ein Volk. Ein Reich. Ein ticket" na "účet" Evropské unie. Poté vstoupil Kongres Nové Pravice do Evropy národů a svobody, ta na něj však byla "moc proti islámská a málo ekonomicky liberální", tak se rozhodl ne vystoupit se stranou, ale sám vystoupit ze strany, protože prý byla věta aplikovatelná i na jeho stranu. V koncem roku 2015 si založil vlastní stranu KORWiN.

## Volební výsledky

### Volby do Sejmu
| Volební rok | Počet hlasů | hlasy v % | Počet mandátů | Změna |
| ----------- | ----------- | --------- | ------------- | ----- |
| 2011        | 151 837     | 1,1 %     | 0             |       |
| 2015        | 4852        | 0,03 %    | 0             | ▬ 0   |

### Volby do Evropského parlamentu
| Volební rok | Počet hlasů | hlasy v % | Počet mandátů | Změna |
| ----------- | ----------- | --------- | ------------- | ----- |
| 2014        | 505 586     | 7,15 %    | 4             |       |